# پوتار
 پوتار (نام علمی: Cymbopogon citratus) نام یک گونه از سرده علف لیمو است.